# 415 هـ
415 هـ هي سنة في التقويم الهجري امتدت مقابلةً في التقويم الميلادي بين سنتي 1024 و1025.

## مواليد
- أبو المحاسن الروياني.

## وفيات
- أبو الحسين بن بشران
- القاضي عبد الجبار
- السجزي